# Płęsno (województwo pomorskie)
Płęsno (kaszb. Płãsno, niem. Plensno) – osada kaszubska w Polsce położona w województwie pomorskim, w powiecie chojnickim, w gminie Chojnice. Płęsno jest częścią składową sołectwa Swornegacie. Osada jest położona nad rzeką Brdą na obszarze Zaborskiego Parku Krajobrazowego na zachód od jeziora Płęsno.
W latach 1975–1998 miejscowość administracyjnie należała do województwa bydgoskiego.